# Putra Cup
De Putra Cup (Southeast Asian Amateur Golf Team Championship) is een international golfkampioenschap voor amateurteams in Zuidoost-Azië. De organisatie is nu in handen van de Asian Golf Federation (AGF).
Nadat Maleisië onafhankelijk werd in 1957, werd golf steeds meer gestimuleerd, onder anderen door Tunku Abdul Rahman Putra Al Haj, hun eerste premier, die zelf ook golf speelde. Hij doneerde de Putra Cup. 
De eerste editie vond plaats in 1961. Deelnemende landenteams waren toen Birma, Hongkong, Indonesië, Maleisië, Singapore, Thailand en Vietnam. Gastheer was de Royal Selangor Golf Club in Kuala Lumpur. Een jaar later werd op dezelfde club het eerste Maleisisch Open gespeeld en in 1963 kreeg de club het predicaat Koninklijk.
Het toernooi speelt zich steeds in een ander land af. In 1989 deden negen landen mee, in 2009 acht (Hongkong, Indonesië, Maleisië, Myanmar, de Filipijnen, Singapore, Thailand en Vietnam) en in 2010 twaalf landen (Thailand, Maleisië, Singapore, Filipijnen, Hongkong, Vietnam, Indonesië, Papoea-Nieuw-Guinea, Brunei, Cambodja, Laos en Myanmar).
Ieder team bestaat uit vier spelers, er worden fourballs, foursomes en singles gespeeld. Van ieder onderdeel tellen de beste drie van de vier scores.
De tegenhanger voor de vrouwen is de Santi Cup, deze bestaat sinds 2009. Er is ook een jeugdtoernooi (tot 18 jaar), de Lion City Cup, die in 2004 van start ging.
| Jaar | Baan                                     | Winnend team | Score | Winnaar individueel | Score |
| ---- | ---------------------------------------- | ------------ | ----- | ------------------- | ----- |
| 1961 | Royal Selangor Golf Club, Maleisië       | Hongkong     | 941   | Alan Staunton       | 313   |
| 1962 | Maleisië                                 | Maleisië     | 974   | Alan Sutcliffe      | 314   |
| 1963 | Maleisië                                 | Filipijnen   | 922   | Luis Siverio        | 290   |
| 1964 | Maleisië                                 | Filipijnen   | 920   | Alan Gaston         | 309   |
| 1965 | Filipijnen                               | Filipijnen   | 914   | Luis Silverio       | 296   |
| 1966 | Thailand                                 | Maleisië     | 894   | Darwis Deran        | 298   |
| 1967 | Singapore                                | Singapore    | 897   | Phua Thin Kiay      | 287   |
| 1968 | Maleisië                                 | Filipijnen   | 889   | Luis Siverio        | 289   |
| 1969 | Myanmar                                  | Filipijnen   | 915   | Bobby Lim Yat Fong  | 302   |
| 1970 | Hongkong                                 | Filipijnen   | 673   | Ed Unson Jr         | 224   |
| 1971 | Indonesië                                | Filipijnen   | 895   | Luis Siverio        | 295   |
| 1972 | Maleisië                                 | Filipijnen   | 889   | Luis Siverio        | 293   |
| 1973 | Filipijnen                               | Filipijnen   | 887   | Luis Siverio        | 297   |
| 1974 | Singapore                                | Maleisië     | 897   | Luis Siverio        | 294   |
| 1975 | Thailand                                 | Filipijnen   | 902   | David Hernandez     | 300   |
| 1976 | Hongkong                                 | Maleisië     | 883   | Brooke Carter       | 287   |
| 1977 | Birma                                    | Indonesië    | 900   | Muang Pyone         | 297   |
| 1978 | Indonesië                                | Indonesië    | 869   | Frankie Miñoza      | 285   |
| 1979 | Maleisië                                 | Maleisië     | 874   | Sahabuddin Yusof    | 288   |
| 1980 | Papoea-Nieuw-Guinea                      | Myanmar      | 891   | Frankie Miñoza      | 292   |
| 1981 | Filipijnen                               | Filipijnen   | 868   | Gil Ababa           | 289   |
| 1982 | Singapore                                | Filipijnen   | 868   | Frankie Miñoza      | 292   |
| 1983 | Thailand                                 | Filipijnen   | 913   | Antolin Fernando    | 300   |
| 1984 | Birma                                    | Maleisië     | 911   | Suffian Tan         | 295   |
| 1985 | Maleisië                                 | Thailand     | 865   | Boonchu Ruangkit    | 285   |
| 1986 | Hongkong                                 | Thailand     | 870   | Sanchai Senaprom    | 282   |
| 1987 | Indonesië                                | Filipijnen   | 851   | Robert Pactolerin   | 278   |
| 1988 | Papoea-Nieuw-Guinea                      | Thailand     | 897   | A. Sukamdi          | 278   |
| 1989 | Villamor Golf Club, Filipijnen           | Thailand     | 913   | Prayad Marksaeng    | 289   |
| 1990 | Singapore                                | Filipijnen   | 864   | Felix Casas         | 287   |
| 1991 | Thailand                                 | Thailand     | 859   | Preecha Senaprom    | 277   |
| 1992 | Brunei                                   | Indonesië    | 874   | A. Sukamdi          | 290   |
| 1993 | Hongkong                                 | Singapore    | 640   | Mardan Mamat        | 207   |
| 1994 | Indonesië                                | Indonesië    | 848   | A. Sukamdi          | 279   |
| 1995 | Maleisië                                 | Filipijnen   | 852   | A. Sukamdi          | 276   |
| 1996 | Birma                                    | Filipijnen   | 962   | Antonio Lascuna     | 319   |
| 1997 | Port Moresby Golf Club, Nieuw-Guinea     | Thailand     | 877   | Thongchai Jaidee    | 287   |
| 1998 | Filipijnen                               | Thailand     | 876   | Thongchai Jaidee    | 289   |
| 1999 | Singapore                                | Thailand     | 858   | Prom Mesawat        | 280   |
| 2000 | Thailand                                 | Thailand     | 877   | Prom Mesawat        | 282   |
| 2001 | Sabah, Maleisië                          | Maleisië     | 876   | Prom Mesawat        | 286   |
| 2002 | Hongkong                                 | Thailand     | 838   | Prom Mesawat        | 272   |
| 2003 | Brunei                                   | Thailand     | 855   | Ben Leong           | 281   |
| 2004 | Indonesië                                | Thailand     | 837   | Wisut Artjanawat    | 276   |
| 2005 | Myanmar                                  | Maleisië     | 857   | Ben Leong           | 279   |
| 2006 | Papoea-Nieuw-Guinea                      | Singapore    | 868   | Choo Tze Huang      | 289   |
| 2007 | Filipijnen                               | Thailand     | 860   | Quincy Quek         | 284   |
| 2008 | Singapore Island Country Club, Singapore | Singapore    | 823   | Tanyakorn Krongpha  | 276   |
| 2009 | Santiburi Country Club, Thailand         | Thailand     | 846   |                     |       |
| 2010 | Royal Selangor Golf Club, Maleisië       | Hongkong     | 964   | Stuart Murray       | 318   |
| 2011 | Clearwater Bay Golf Club, Hongkong       | Singapore    | 845   | Choo Tze Huang      | 281   |
| 2012 | Emeralda Golf Club, Jakarta              | Thailand     | 846   | Jonathan Woo        | 276   |

Opvallend in deze lijst is dat een aantal amateurs vaak de individuele score hebben gewonnen: Luis Siverio 7x, Prom Mesawat en Sukamdi ieder 4x en Frankie Minoza 3x. De Putra Cup werd in 2010 voor de 50ste keer gespeeld.

## Trivia
- De AGF werd in 1997 opgericht en is een orgaan dat optreedt namens de golffederaties van tien Aziatische landen: Brunei, Cambodja, de Filipijnen, Indonesië, Laos, Maleisië, Myanmar, Singapore, Thailand en Vietnam.
- In 2008 won Singapore niet alleen de Putra Cup maar ook de Lion City Cup.